# 중소기업은행 축구단
중소기업은행 축구단은 중소기업은행에서 운영했던 축구단으로 1969년 3월에 창단되어 실업축구 (현 내셔널리그)에서 활동하였으며 1997년 12월 해체되었다. 이로써 1997년과 1998년 사이에 중소기업은행 축구단을 포함하여 국민은행, 한국주택은행, 할렐루야 축구단 등 총 5개 실업축구단이 해체되었다.

## 유명 선수
- 차경복
- 박수덕
- 김진국
- 정재권
- 최길수
- 오희천
- 정재권
- 유진회
- 서효원
- 이준호